# Zdunków
Zdunków – wieś sołecka  w Polsce położona w województwie mazowieckim, w powiecie kozienickim, w gminie Gniewoszów.
W latach 1975–1998 miejscowość administracyjnie należała do województwa radomskiego.
Wierni kościoła rzymskokatolickiego należą do parafii Niepokalanego Serca Maryi w Gniewoszowie.